# Isodesmus imarginatus
Isodesmus imarginatus är en mångfotingart som beskrevs av Cook 1896. Isodesmus imarginatus ingår i släktet Isodesmus och familjen Chelodesmidae. Inga underarter finns listade i Catalogue of Life.